# Баркал
Баркал (бенг. বরকল, англ. Barkal) — город на юго-востоке Бангладеш, административный центр одноимённого подокруга. Площадь города равна 12,95 км². По данным переписи 2001 года, в городе проживало 1709 человек, из которых мужчины составляли 73,72 %, женщины — соответственно 26,28 %. Плотность населения равнялась 132 чел. на 1 км². Уровень грамотности населения составлял 65,6 % (при среднем по Бангладеш показателе 43,1 %). 